# Fruva vinculis
Fruva vinculis är en fjärilsart som beskrevs av Dyar 1914. Fruva vinculis ingår i släktet Fruva och familjen nattflyn. Inga underarter finns listade i Catalogue of Life.